# Papa Clemente XI
Papa Clemente XI (in latino Clemens PP. XI), nato Giovanni Francesco Albani (Urbino, 23 luglio 1649 – Roma, 19 marzo 1721), è stato il 243º papa della Chiesa cattolica dal 1700 alla sua morte.

## Biografia
Nato il 23 luglio 1649 a Urbino (secondo altre fonti a Pesaro) da Carlo Albani ed Elena Mosca (entrambi nobili), fu il primogenito della famiglia. Gli Albani erano una nobile famiglia di origine albanese, mentre la madre Elena apparteneva alla famiglia dei marchesi Mosca di Pesaro, d'antiche origini lombarde (più precisamente, bergamasche).

Durante il pontificato del papa Urbano VIII (1623-1644) il nonno del futuro pontefice, Orazio, aveva ricoperto la carica di senatore di Roma (all'epoca carica monocratica).
All'età di undici anni Giovanni Francesco fu condotto a Roma e fu iscritto al Collegio dei Gesuiti, dove si svolse tutta la sua formazione. Studiò il greco antico sotto la direzione del famoso grecista francese Pierre Poussines S.I., che comprese e incoraggiò la sua predisposizione per le lingue classiche.
Completò gli studi ginnasiali nel 1660. Era dotato di un notevole talento per le lingue e imparò a tradurre dal latino e dal greco antico. In età giovanile tradusse in latino un'omelia di Sofronio di Gerusalemme sui santi Pietro e Paolo e l'elogio di san Marco evangelista del diacono Procopio. La traduzione di Procopio verrà inserita dai Bollandisti negli Acta Sanctorum, Aprilis, Tomus III, giorno 25 Negli stessi anni rinvenne nel monastero di Grottaferrata e tradusse in latino la seconda parte del Menologio di Basilio II. S'iscrisse all'Università di Roma e si laureò in utroque iure. A Urbino conseguì il titolo di dottore (1668).

Nel giro di pochi anni la sua fama portò Cristina di Svezia a volerlo nella sua Accademia, grazie alla presentazione fatta dal cardinale Decio Azzolino. Quest'ambiente letterario colto era frequentato da letterati, poeti, pittori, musicisti tra i più famosi del tempo
Giurista, nel 1673 elaborò gli statuti sinodali di Farfa e di Subiaco. Scrisse il testo che fu approvato e promulgato dal papa Innocenzo XII con la bolla Romanum decet pontificem (contenente la famosa condanna del nepotismo). Grazie alla sua competenza e alla sua conoscenza dei meccanismi di governo della Chiesa, fu inoltre consigliere di Alessandro VIII (1689-1691) e di Innocenzo XII (1691-1700). Divenne noto, all'interno della Curia romana, inoltre, come uomo integerrimo e scevro da corruttele e nepotismo.
Alessandro VIII lo consultò prima di sancire l'annullamento delle decisioni dell'assemblea episcopale francese (costituzione apostolica Inter Multiplices, approvata il 4 agosto 1690). Da parte sua, Innocenzo XII utilizzò i suoi consigli quando, immediatamente dopo l'elezione, dovette effettuare le nomine ai vertici dei dicasteri della Curia romana. Nel 1700, quando gli fu richiesto un parere da parte del re di Spagna Carlo II (che non aveva figli propri), prima di rispondere si servì dei consigli di tre cardinali, tra cui Albani. Il re accolse il suggerimento papale e fece testamento in favore di Filippo d'Angiò, nipote del re di Francia Luigi XIV.
Fu ordinato sacerdote nel mese di settembre 1700. Prese parte a due conclavi: quello del 1691 e quello del 1700, che lo vide eletto.

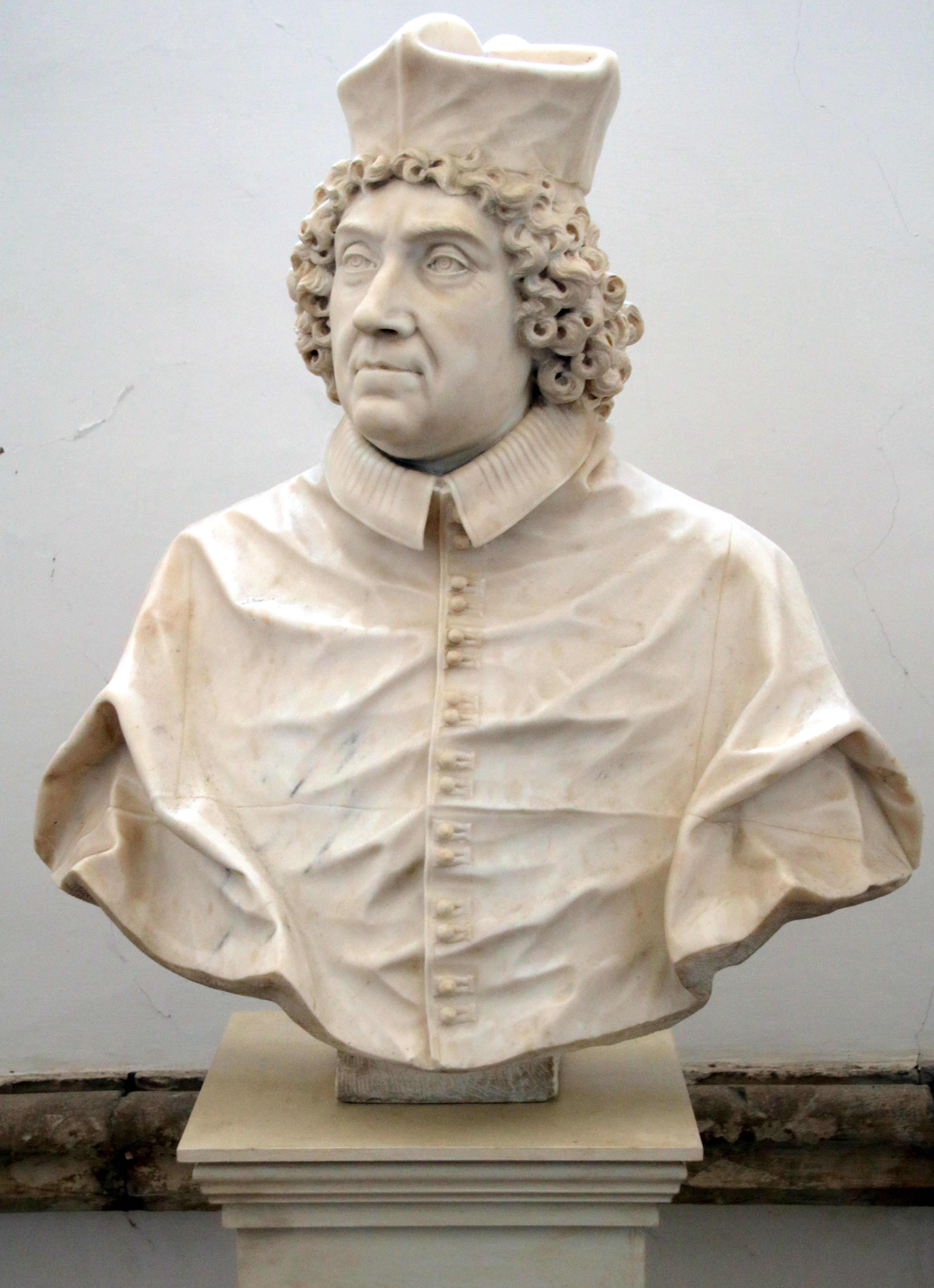
Busto del cardinale Gianfrancesco Albani, 1692, opera di Domenico Guidi.

### Cronologia degli incarichi
- 1670: è canonico del capitolo della basilica di San Lorenzo in Damaso[9]
- 1676-1689: è referendario del Tribunale della Segnatura Apostolica e consegue la licenza di avvocato concistoriale;
- 1677: è prelato domestico di Sua Santità; successivamente ricopre la carica di amministratore delle diocesi di Orvieto, Rieti e della Sabina;
- 22 maggio 1683: è vicario della Basilica di San Pietro (con il privilegio di mantenere il canonicato di San Lorenzo);
- 5 ottobre 1687 – 23 novembre 1700: lavora nella Segreteria di Stato come Secretario per i Brevi ai principi e per le Lettere latine (mantiene l'incarico fino alla nomina a Sommo pontefice);
- 29 ottobre 1688: è nominato canonico del capitolo della Basilica Vaticana;
- 1690: è nominato abate commendatario dell'abbazia di Casamari[10];
- 13 febbraio 1690: è creato cardinale diacono dal papa Alessandro VIII. Il 10 aprile prende possesso del titolo di Santa Maria in Aquiro. Il 22 maggio opta per il titolo di cardinale diacono di Sant'Adriano al Foro;
- 30 marzo 1700: assume il titolo cardinalizio di San Silvestro in Capite;
- Settembre 1700: è ordinato sacerdote; celebra la sua prima messa il 6 ottobre nella basilica di Santa Maria degli Angeli di Roma;
- 23 novembre 1700: viene eletto romano pontefice.

### Il conclave del 1700
Giovanni Francesco Albani fu eletto il 23 novembre 1700 nel Palazzo Apostolico. Al conclave parteciparono 57 cardinali, di cui 38 presenti fin dal primo giorno. Il plenum del collegio cardinalizio era composto da 66 porporati.
Le riunioni si aprirono il 9 novembre. La Francia pose il veto sul cardinale Galeazzo Marescotti. I nomi più votati prima dell'elezione finale furono quelli dei cardinali Bandino Panciatici, Leandro Colloredo e Giambattista Spinola. Fu il gruppo degli “Zelanti” a determinare l'elezione dell'Albani.

Giovanni Francesco Albani non accolse subito la scelta del collegio cardinalizio, ma chiese di riflettere per tre giorni prima di accettare.
Il successivo 30 novembre il neoeletto fu ordinato vescovo dal cardinale decano Emmanuel Théodose de La Tour d'Auvergne e l'8 dicembre fu incoronato. Salito al Soglio di Pietro all'età di soli 51 anni, dopo di lui nessun pontefice fu eletto a un'età più giovane della sua. Assunse il nome pontificale di Clemente in memoria del papa Clemente I, il santo del giorno in cui fu eletto.

## Il pontificato
I primi atti del nuovo Pontefice confermarono le aspettative del Sacro Collegio. Respinse tutti i tentativi della famiglia di approfittare della carica del loro congiunto per accaparrarsi cariche politiche o religiose, o titoli nobiliari e uffici pubblici.
- Segretario di Stato: Fabrizio Paolucci de' Calboli (1700-1721)
- Vice-Cancelliere: Pietro Ottoboni (1689-1740)
- Camera Apostolica:
  - Camerlengo: Giambattista Spinola il giovane (1698-1719); Annibale Albani (1719-1747)
  - Tesoriere: Lorenzo Corsini (1695-1706); Giambattista Patrizi (1708-1715); Carlo Collicola (1718-1721), pro-tesoriere
- Congregazioni:
  - Inquisizione: Galeazzo Marescotti (1700-1716); Fabrizio Spada (1716-1717); Niccolò Acciaiuoli (1717-1719); Francesco del Giudice (1719-1725)
  - Riti: Ferdinando d'Adda (1701-1719), ...
  - Indice: Tommaso Maria Ferrari, Carlo Agostino Fabroni
  - Concilio: Bandino Panciatichi (1700-1718); Pier Marcellino Corradini (1718-1721)
  - Buon governo: Giuseppe Renato Imperiali (1696-1737)
  - Vescovi: Gaspare Carpegna (1675-1714), ...
  - Consulta: ..., Nicola Grimaldi (1707-1716)
- Tribunali della Curia:
  - Penitenziere Maggiore: Leandro Colloredo (1688-1709); Fabrizio Paolucci de' Calboli (1709-1721)
  - Prefetto della Segnatura Apostolica: Fabrizio Spada (1700-1717), Bernardino Scotti (1718-1720), Lorenzo Corsini (1720-1730)
  - Decani della Rota Romana: José de Molines (dal 1698 al ?); Curzio Origo (1711-1712); ... Ansaldo Ansaldi (1717-1719); Ciriaco Lancetta (1719-1723)
- Vicario per la diocesi di Roma: Gaspare Carpegna (1671-1714); Giandomenico Paracciani (1717-1721)

### Relazioni con le istituzioni della Chiesa
- Nel 1703 approvò la congregazione fondata dalla religiosa inglese Mary Ward come Istituto della Beata Vergine Maria. Il primo convento della congregazione era stato fondato da madre Francesca Bedingfield nel 1686, quando essere cattolici in Gran Bretagna era ancora reato.[11]
- Nel 1706 approvò la nomina del nuovo patriarca della Chiesa maronita, Yaaqoub IV Boutros. Cinque anni dopo il patriarca fu deposto; la Santa Sede si mantenne ferma nel considerare illegale la deposizione, fino a quando l'antipatriarca Youssef Moubarak fu a sua volta destituito. Nel 1713 Clemente XI sancì il reintegro di Yaaqoub IV nelle sue funzioni patriarcali. L'anno seguente inviò uno speciale elogio alla nazione maronita per la sua fedeltà alla Chiesa (18 agosto 1714).
- Nel 1710 riconobbe l'Ordine dei fratelli di Betlemme e lo eresse a ordine regolare.
- Nel 1719 confermò con due brevi i diritti primaziali dell'Arcidiocesi di Armagh.
- Durante il suo pontificato si ebbero la conversione alla fede cattolica dei seguenti alti prelati: il patriarca Samuele della Chiesa ortodossa di Alessandria (eletto nel 1712), il patriarca Cirillo VI della Chiesa greco-ortodossa di Antiochia (eletto nel 1694), del vescovo armeno di Cipro, monsignor Arutin, e dell'arcivescovo greco di Tiro e Sidone, Eutimio[12].

In Scozia John Gordon, vescovo di Galloway, si convertì al cattolicesimo e aggiunse “Clemente” al primo nome. Da allora fu chiamato John Clement Gordon.

### Relazioni con altre Chiese cristiane
Proseguendo gli sforzi del predecessore Innocenzo XII il pontefice cercò di riportare nell'alveo della cattolicità la Chiesa copta. Inviò in Etiopia un missionario francescano presso il re e l'arcivescovo (quest'ultimo veniva nominato dal Patriarca di Alessandria). Successivamente giunsero nel Paese missionari francescani, cappuccini e carmelitani, ma essi furono male accolti dalla popolazione.

### Decisioni in materia dottrinale

#### Repressione del giansenismo

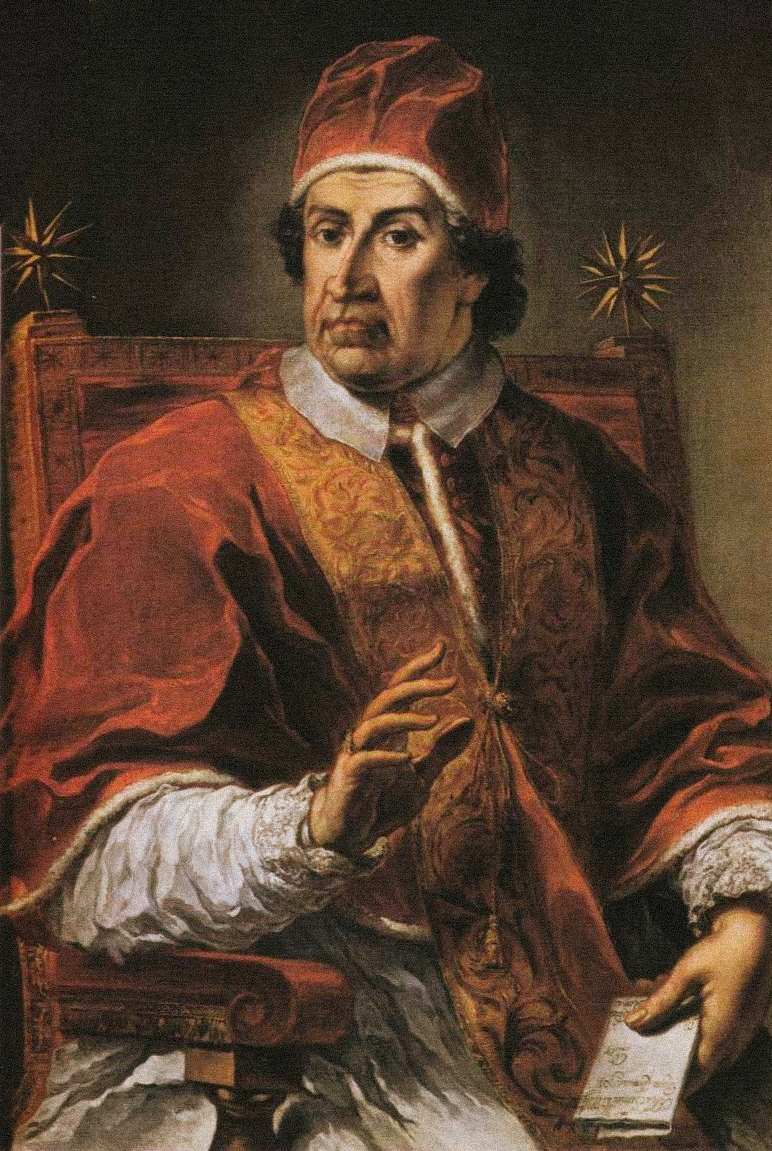
Pier Leone Ghezzi, Ritratto di papa Clemente XI (1708 ca., olio su tela, Palazzo Braschi).

Nel 1702 il pontefice sospese il vicario apostolico nei Paesi Bassi Petrus Codde, acceso sostenitore del giansenismo, e lo sostituì con un nuovo vescovo.
In Francia il pontefice si mosse d'intesa con Luigi XIV di Francia, deciso anch'egli a sradicare il giansenismo. Il re di Francia sottopose alla Santa Sede una serie di misure, che vennero formalizzate nel 1705 nella costituzione apostolica Vineam Domini Sabaoth (17 luglio 1705). In essa fu affermato che il “silenzio obbediente” non può essere una risposta soddisfacente alla Formula di sottomissione per i giansenisti. 

Furono condannate le teorie del francese Pasquier Quesnel, guida dei giansenisti dopo Antoine Arnauld. Nel 1693 aveva stampato Le Nouveau Testament en français avec des réflexions morales sur chaque verset. L'opera conteneva la traduzione giansenista del Nuovo Testamento. Clemente XI dapprima proibì l'opera (breve Universi dominici gregis del 13 luglio 1708) e successivamente la condannò come eretica (bolla Unigenitus Dei Filius del 1713).
La condanna del giansenismo divise la Chiesa francese tra coloro che accettavano l'ordine papale, i cosiddetti "accettanti" e coloro che, nel respingere la bolla papale, si appellavano a un concilio universale, i cosiddetti "appellanti". In particolare, quattro vescovi (i titolari delle sedi di Senez, Montpellier, Boulogne e Mirepoix) fecero appello al papa invocando un concilio generale: furono tutti scomunicati (Pastoralis officii, 28 agosto 1718). Ma essi si appellarono al potere civile. Fu necessario l'intervento risolutore del governo di Parigi per riportare tutti gli appellanti nel solco della Chiesa di Roma. La qual cosa divenne possibile soltanto con la trasformazione della bolla pontificia in una legge dello Stato. Il 4 dicembre 1720 la bolla Unigenitus Dei Filius fu registrata dal Parlamento francese.
Infine fu decisa la chiusura dell'antico monastero cistercense di Port-Royal des Champs, legato al giansenismo. L'ordine venne eseguito nel 1708. L'anno seguente i religiosi che ancora vi rimanevano furono espulsi con la forza (29 agosto 1709).

### Decisioni in materia liturgica

#### Controversia dei riti malabarici e cinesi
Durante il pontificato di Clemente XI si intensificò la controversia tra Domenicani e Gesuiti sui riti cinesi e malabarici. Con decisione del 20 novembre 1704 il papa condannò l'uso di entrambi i riti, dando ragione ai Domenicani. In particolare, ordinò ai missionari di osservare nella sua interezza il decreto della Santa Inquisizione per l'India e la Cina. Per fare eseguire il decreto inviò appositamente in India e in Cina un legato, il cardinale torinese Carlo Tommaso de Tournon.
Il 7 gennaio 1706 il pontefice ribadì questa decisione (bolla Gaudium in domino). La missione del legato però non ebbe i risultati sperati: le divergenze tra i missionari permasero. I Gesuiti di Pechino, poco soddisfatti di tale editto, si rifiutarono di applicarlo e si autosospesero dall'amministrazione dei sacramenti, sostenendo che non era possibile fare missione in Cina seguendo quelle proibizioni.
Nel marzo 1715 Clemente XI emanò quella che nelle sue intenzioni doveva essere l'ultima parola sulla questione: la costituzione apostolica "Ex Illa Die", che ribadiva e confermava tutte le proibizioni del decreto del 1704, ed esigeva un giuramento di fedeltà da parte dei missionari. Inviò in Estremo Oriente un nuovo legato, Carlo Ambrogio Mezzabarba, per pubblicare la bolla con tutta l'autorità della Santa Sede.
Il cardinal Mezzabarba giunse a Pechino alla fine del 1720. Questa seconda legazione fu condotta con maggiore diplomazia e giunse quasi a una positiva conclusione con la famosa udienza del 14 gennaio 1721, in cui sembrò che l'imperatore accogliesse tutte le richieste della Santa Sede. Ma anche allora la situazione precipitò e il legato ritornò in Europa senza riportare un significativo successo.

#### Altre decisioni
Clemente XI indisse tre giubilei straordinari, con queste motivazioni:
- Per inaugurare il pontificato (Natale 1701)
- Per invocare la pace tra i principi cristiani (2 dicembre 1706);
- Per invocare l'aiuto di Dio alle armi venete contro i Turchi (31 maggio 1715).

Con la bolla Commissi nobis (6 dicembre 1708) Clemente XI rese universale la festa dell'Immacolata Concezione di Maria, già localmente celebrata a Roma e in altre zone della cristianità.

Con decreto del 4 febbraio 1714, stabilì che si festeggiasse San Giuseppe con Messa e Ufficio propri.

Nel 1719 istituì la Congregazione sopra la correzione dei libri della Chiesa orientale per la revisione dei libri liturgici delle Chiese orientali in comunione con la Santa Sede.
Il 3 febbraio 1720 dichiarò sant'Anselmo d'Aosta dottore della Chiesa.

### Relazioni con i monarchi europei

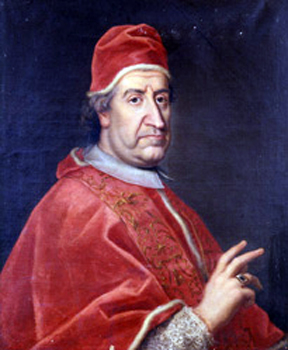
Clemente XI

#### Regno di Portogallo
Nel 1716 il Papa concesse il rango patriarcale al cappellano maggiore del Re di Portogallo creando così il Patriarcato di Lisbona e assegnandogli circa metà della diocesi di Lisbona che così venne divisa tra il nuovo Patriarcato e l'arcidiocesi esistente (peraltro vacante dal 1710). Solo nel 1740 le due circoscrizioni vennero riunite quando il patriarca ottenne la giurisdizione anche sulla parte dell'arcidiocesi soppressa da Benedetto XIV.

#### Sacro romano impero
In base alla sua competenza in diritto civile e canonico, nel 1700 Albani ebbe a consigliare all'allora pontefice Innocenzo XII la disposizione testamentaria con la quale il re di Spagna Carlo II assegnava la successione a Filippo d'Angiò, nipote del re di Francia Luigi XIV di Borbone. Il re di Spagna seguì il consiglio della Santa Sede e, alla sua morte, Filippo d'Angiò divenne re con il nome di Filippo V.
Gli Asburgo impugnarono la decisione del defunto re (il quale apparteneva al loro casato) facendo scoppiare una guerra di successione. Clemente XI si mantenne fedele alla parte franco-spagnola, in continuità con la politica del suo predecessore. Giuseppe I d'Asburgo ordinò al suo esercito di invadere i territori pontifici: vennero occupate le legazioni di Bologna e di Romagna (1708). Clemente XI invocò l'intervento della Francia, ma i transalpini non vollero aprire un nuovo fronte di guerra. Il pontefice fu costretto a trattare la pace e dovette accettare, in un protocollo segreto, di riconoscere il fratello dell'imperatore, l'arciduca Carlo VI d'Asburgo, come re di Spagna (15 gennaio 1709).

Fu l'ultimo scontro armato tra l'imperatore e la Santa Sede.

#### Spagna
Dopo l'infelice conclusione del conflitto con l'imperatore il papa dovette subire la ritorsione di Filippo d'Angiò: il re di Spagna punì la decisione del papa di cambiare campo bloccando il pagamento delle rendite della Santa Sede. Al termine della guerra di successione la Santa Sede dovette fare da spettatore a fronte delle decisioni prese da altri. L'evento fu talmente raro che, nella storia d'Europa ebbe solo un precedente: la pace di Vestfalia del 1648.
I trattati di Utrecht del 2 aprile 1713 e di Rastatt del 6 marzo 1714 assegnarono il Ducato di Mantova all'impero, togliendolo ai Gonzaga, tradizionali alleati del Papa. Le isole di Sicilia e Sardegna passarono di mano nonostante le sue proteste.
Dal momento che il papa, tra tutti i sovrani italiani, era il soggetto che disponeva del più alto numero di rendite, ebbe perdite economiche pesanti causate dalla guerra di successione spagnola. I diritti feudali sul Regno di Napoli e sulla Sardegna passarono a Carlo VI d'Asburgo che nel 1711 era succeduto a Giuseppe I come nuovo imperatore. Clemente XI perse anche un suo possedimento diretto: Comacchio, sede di diocesi e porto della Legazione di Ferrara.
A seguito della guerra, il pontefice riuscì a stipulare un concordato con la Spagna nel 1717. In esso, in cambio di un incondizionato riconoscimento dei diritti della Chiesa spagnola, Clemente XI concesse il permesso di tassare il clero per 150 000 ducati in un quinquennio per finanziare la partecipazione della Spagna alla guerra antiturca.

#### Francia
Durante il pontificato di Clemente XI morì Luigi XIV di Francia (1715). Il duca d'Orléans Filippo II di Borbone-Orléans si autonominò reggente. Il suo segretario era un ecclesiastico, Guillaume Dubois, il quale assunse un ruolo sempre più importante nella gestione della Régence. Nel 1720 Clemente XI lo ricompensò dei suoi meriti nominandolo vescovo.

#### Ducato di Brunswick-Wolfenbuttel
Il duca Antonio Ulrico si convertì al cattolicesimo dal credo luterano nel 1709.

#### Regno di Prussia
Fino al 1701 la Prussia era parte del Sacro romano impero. In quell'anno Federico III di Brandeburgo, uno dei principi elettori dell'imperatore, si proclamò primo re di Prussia. Clemente XI non riconobbe tale atto, sia perché comportava la creazione di uno stato protestante, sia perché la Prussia apparteneva legittimamente, in forza di un antico privilegio, all'Ordine teutonico. Il re però incamerò i beni dell'Ordine teutonico presenti sul suo territorio.

#### Inghilterra
Nel 1719 Giacomo Francesco Edoardo Stuart, pretendente giacobita al trono d'Inghilterra, scelse Roma come sede del proprio esilio. Clemente XI lo accolse e riconobbe a lui e alla moglie i titoli di re e regina di Inghilterra e di Scozia.

#### Russia
Pietro I di Russia fu un grande oppositore della chiesa greco-cattolica (sentita come uno scisma della chiesa ortodossa) : a Polock (città allora nel regno di Polonia) nel 1705 avrebbe ucciso con le proprie mani il monaco basiliano Teofano Kolbieczynski (ma il racconto è leggendario). In compenso permise il culto di rito latino dal 1702 (libertà di culto poi ampliata nel 1710) in tutto l'impero e non solo a Kiev (città russa fin dal 1657), dove esisteva pure una diocesi "latina", e anzi la chiesa cattolica di Santa Caterina di San Pietroburgo fu così dedicata in onore di sua moglie (Caterina I di Russia).

Fu anche un abile manovratore. Era suo interesse porre sul trono di Polonia e Lituania (stato confinante con la Russia) Augusto II di Sassonia, suo alleato. Il pontefice invece era propenso a riconoscere come legittimo re Stanislao Leszczyński. Pietro I inviò a Roma il principe Boris Kurakin nominandolo ambasciatore presso la Santa Sede. Il Kurakin fece cambiare idea al pontefice. Ciò aprì la strada alla sconfitta di Leszczyński, che fu costretto all'esilio.

Nel 1719 Pietro I decretò l'espulsione dalla Russia dei Gesuiti.

### Relazioni con monarchi extraeuropei

#### Turchia
Nel 1714 la Turchia dichiarò guerra alla Repubblica di Venezia (seconda guerra di Morea). Clemente XI si adoperò immediatamente per formare una coalizione di stati cristiani. Chiese aiuto al sacro romano imperatore, ma senza alcun risultato. La vittoria arrise sin da subito ai turchi a causa dello sbilanciamento delle forze in campo. Nel 1716 l'impero decise di intervenire, attenuando così la sconfitta veneziana. L'armata imperiale fu guidata da Eugenio di Savoia. La Repubblica perse per sempre il Peloponneso, ma riuscì a mantenere i possedimenti in Dalmazia (territorio vicino all'Austria). Fu l'ultima guerra combattuta tra veneziani e ottomani.
Il pontefice ebbe relazioni con due monarchi extraeuropei: lo scià persiano e il negus etiopico. Con entrambi intrattenne uno scambio epistolare.

### Governo dello Stato Pontificio

#### Gestione economica
Allo scopo di reperire i mezzi finanziari per la costituzione/formazione di un esercito, il pontefice creò la Congregazione economica (editto dell'11 luglio 1708). Scopo della nuova congregazione fu elaborare un meccanismo di tassazione straordinaria che permettesse di fare fronte alle spese di mantenimento delle truppe.
Nel 1711 Clemente XI si scontrò con il Regno di Sicilia provocando la Controversia liparitana che a lungo incrinerà i rapporti fra quel regno e il papato.

Nel 1713 il duca di Savoia Vittorio Amedeo II era diventato re di Sicilia. Successivamente nacque una disputa con la Santa Sede per quanto riguarda le immunità ecclesiastiche e i diritti di successione ai titolari di immunità e privilegi vacanti. Il nuovo re decise di recuperare un istituto giuridico dell'alto medioevo (Monarchia Sicula) in base al quale il papa veniva escluso dall'esercizio di qualunque autorità sulla Chiesa di Sicilia.

Clemente XI condannò il provvedimento e lanciò l'interdetto sull'isola, cui si conformarono 3000 prelati locali. Vittorio Amedeo II rispose espellendoli tutti dall'isola. Essi dovettero rifugiarsi a Roma, dove furono assistiti dal pontefice fino a quando la crisi non rientrò, nel 1718.

#### Altre decisioni

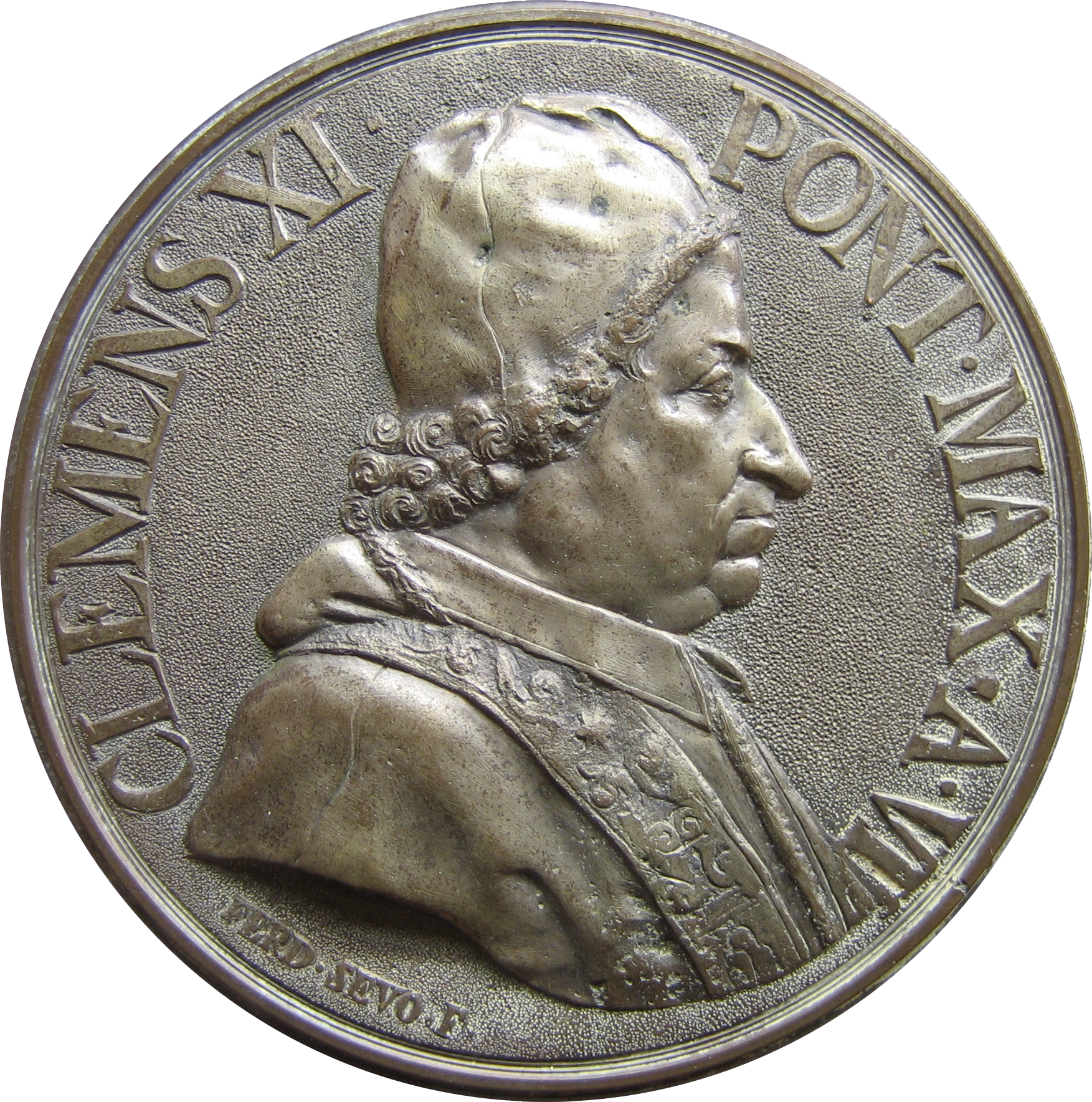
Effigie del papa Clemente XI su una medaglia realizzata da Ferdinando Sevo.

Clemente XI ripristinò il gioco del Lotto a Roma.
A Roma fece ampliare l'Ospizio di San Michele aggiungendo un carcere per i minorenni (“correzionale”), due ospizi per anziani (uno per gli uomini e uno per le donne) e una grande chiesa.

### Patrono di arti e scienze
Da parte del padre, Carlo Albani (1623-1684), il pontefice discendeva da una nobile famiglia di antiche origini albanesi. Capostipite degli Albani, in Italia, fu Filippo de' Laçi detto "l'albanese", capitano delle truppe di Giorgio Castriota Scanderbeg che si trasferì a Urbino dopo la morte dell'eroe, avvenuta nel 1468.
Giovanni Francesco Albani s'interessò molto dell'Albania, occupata ormai dai turchi, soprattutto per la salvaguardia della lingua albanese e della religione cattolica, promuovendo molte iniziative e favorendo la stampa di libri in lingua albanese. Sotto i suoi auspici si tenne, nel 1700, a Merçine di Alessio, il convegno storico di Arber, dove furono prese diverse risoluzioni in favore della lingua albanese e della religione cattolica, per scongiurare la loro estinzione sotto la dominazione ottomana.
Nel 1701 Clemente XI approvò la fondazione dell'Accademia dei nobili ecclesiastici (oggi Pontificia accademia ecclesiastica). Inizialmente dedicata alla formazione diplomatica dei rampolli ecclesiastici delle famiglie nobiliari, oggi cura la preparazione dei sacerdoti destinati al servizio diplomatico della Santa Sede.
Nel 1715 nominò Giuseppe Simone Assemani (nato Yūsuf Simʿān al-Simʿānī, cristiano maronita di origine libanese) interprete delle lingue araba e siriaca della Biblioteca Vaticana e lo inviò nel Vicino Oriente per raccogliere manoscritti orientali.
Clemente XI protesse i reperti archeologici che, sempre più frequentemente, erano dissotterrati nel territorio dell'Urbe vietandone l'esportazione e avviò i primi scavi sistematici nelle catacombe.

Favorì la riscoperta delle opere dell'erudito Bartolomeo Eustachi († 1574).

### Opere realizzate a Roma, nel Lazio e a Urbino
Il pontefice approvò il progetto per l'ammodernamento del Porto di Ripetta, scalo fluviale dei barconi provenienti dall'Umbria e dalla Sabina. Era situato nell'area antistante la chiesa di San Girolamo dei Croati e l'edificio della Dogana. Il progetto fu affidato all'architetto Alessandro Specchi, che si avvalse della collaborazione di Carlo Fontana. L'opera, per la cui costruzione furono impiegati materiali di spoglio provenienti dal Colosseo, fu inaugurata il 16 agosto 1704.
Nel 1705 fece realizzare su progetto di Carlo Fontana un grande granaio, oggi conosciuto come Granaio Clementino.
Durante il suo pontificato furono eseguiti i seguenti lavori su monumenti dell'Urbe:
- Progettazione del portico interno del Palazzo dei Conservatori (opera di Alessandro Specchi);[17]
- Rifacimento della facciata della chiesa di San Silvestro in Capite (chiesa di cui era titolare, affidato a Domenico de Rossi);
- Giustapposizione di un portico alla facciata della Basilica di Santa Maria in Trastevere, progettato da Carlo Fontana (1702);
- Ricostruzione della chiesa di San Teodoro al Palatino, opera di Fontana (oggi luogo di culto ortodosso). La chiesa è effigiata in una moneta papale, famosa per essere apparsa sulla prima rivista di numismatica mai pubblicata, il Thesaurus Numismatum hujus saeculi, stampata a (Norimberga)[33];
- Costruzione della fontana antistante la Chiesa di San Pietro in Montorio (opera di Fontana);
- Edificazione della meridiana di Santa Maria degli Angeli, commissionata a Francesco Bianchini. Oggi è conosciuta come “Linea Clementina”[34];
- Commissionò il totale rifacimento della basilica dei Santi XII Apostoli. I lavori, iniziati da Francesco Fontana, furono conclusi sotto il pontificato di Benedetto XIII;
- Nella basilica di San Sebastiano fuori le mura fece costruire la “Cappella Albani” (la prima cappella a destra) su progetto di Carlo Fontana;
- Totale ristrutturazione della basilica di San Clemente al Laterano a Fontana;
- Completa ricostruzione della chiesa di Santa Maria in Monticelli, affidando i lavori a Matteo Sassi;
- Fontana dei Tritoni, in piazza della Bocca della Verità, opera di Carlo Francesco Bizzaccheri e Francesco Moratti (1715);
- Erezione dell'Obelisco del Pantheon (1711).

Il pontefice costruì un viadotto a Civita Castellana e un acquedotto a Civitavecchia.
La città di Urbino ebbe in modo particolare le attenzioni di Clemente XI, essendo la sua città natale. Furono, innanzitutto, cancellati tutti i debiti accumulati dal Comune; furono eseguiti lavori di abbellimento nella Cattedrale, come il rifacimento dell'altar maggiore ed altre donazioni di dipinti, arredi e paramenti sacri, conservati nel Museo diocesano Albani. Furono avviati imponenti lavori di restauro nel Palazzo ducale e in quello arcivescovile. Si diede avvio alla fondazione di una biblioteca pubblica. Fu eretto un istituto educativo per la gioventù e furono concessi cospicui privilegi all'Università.
Il ritratto di Clemente XI fu eseguito dal pittore Carlo Maratta ed è conservato nella Pinacoteca Vaticana. Il suo sepolcro fu realizzato da Carlo Fontana.

## Morte e sepoltura

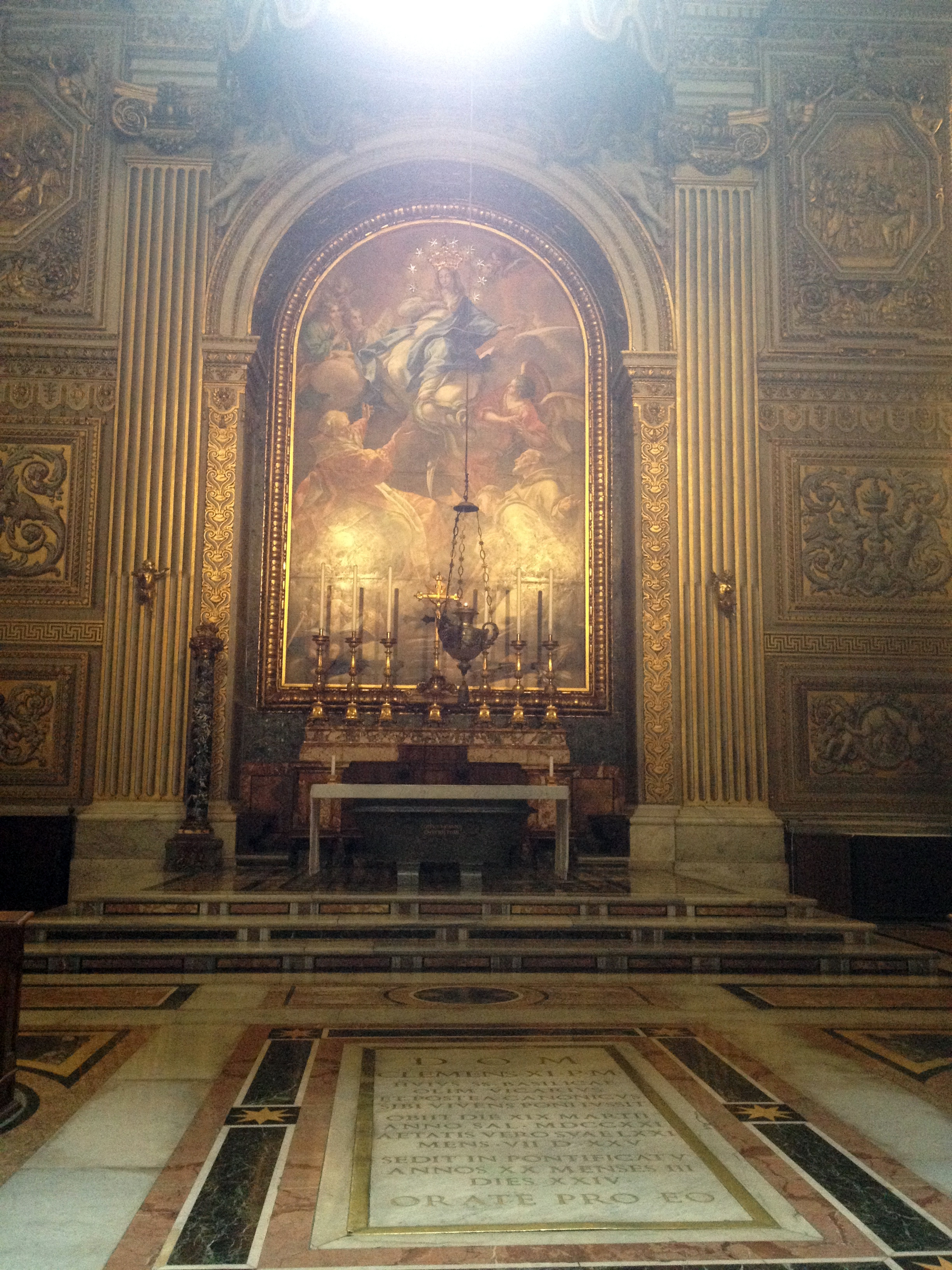
Tomba di Clemente XI nella basilica di San Pietro in Vaticano

Clemente XI morì il 19 marzo 1721. Le circostanze della sua morte sono ricostruite in una relazione, stampata a Venezia in quello stesso anno, in cui vennero descritte le ultime fasi della vita terrena del Sommo Pontefice. Le sue condizioni di salute peggiorarono repentinamente il giorno prima, quando, dopo avere celebrato la messa della mattina, fu sorpreso da un attacco di «freddo molto sensibile, e straordinario, a cui seguì un gagliardo attacco di febbre», che lo costrinse a letto. La febbre alta e repentina fu accompagnata nel pomeriggio da violenti attacchi di tosse con secrezione di sangue. Dopo una notte agitata, a tratti con la mente non del tutto lucida, il giorno seguente lo stato di salute del papa Clemente XI continuò a peggiorare: la tosse sempre più intensa, la febbre e la produzione di abbondante sangue nell'espettorato indussero i presenti a elargirgli l'estrema unzione. Nonostante la gravità, passò la mattinata ripetendo i versetti dei salmi. Verso mezzogiorno un nuovo violento attacco di febbre alta lo portò alla morte. Il testo riporta che «spirò placidamente tre quarti d’ora doppo il mezzo giorno, in età d’anni 71, mesi 7, e giorni 27». Aveva retto le sorti della Chiesa di Roma per poco più di vent'anni. Immediatamente il suono delle campane del Campidoglio annunciò la morte del papa ai romani, i quali restarono increduli e stupiti nell'apprendere la notizia della sua repentina morte, avendone conferma dal solo fatto che «vedendosi poscia aperte le porte delle prigioni, e datasi la libertà 'a carcerati, (…) non senza lagrime e afflizione vi diedero la credenza».
La ricognizione effettuata sul cadavere dimostrò che il papa godeva di buona salute, a eccezione del «grave danno ne’ polmoni, e particolarmente dal sinistro lato ove il sangue stagnante aveva cominciata cancrena».
Il pontefice aveva sempre desiderato di essere sepolto in maniera semplice e umile. E così fu: le sue spoglie mortali furono deposte sotto il pavimento della cappella del coro dei Canonici della basilica di San Pietro, dove tuttora riposano, ricoperte da una semplice lastra di marmo di porfido. Il Reverendo Capitolo di San Pietro ne officia ancora la memoria con particolare solennità il 19 marzo di ogni anno.
Santa Veronica Giuliani riferì che il pontefice le apparve dopo la morte, dicendole che era in Purgatorio e che voleva essere liberato. La santa pregò molto tempo per lui, finché qualche anno dopo le apparve di nuovo, dicendole che era pronto per il Paradiso. La santa morì sei anni dopo Clemente XI.

## Diocesi create da Clemente XI

### Prefetture apostoliche
1712: prefettura apostolica delle Isole dell'Oceano Indiano; il territorio fu ricavato dalla diocesi di Malacca (oggi arcidiocesi di Singapore).

### Nuove diocesi e vicariati apostolici
In Europa
- 1709: il pontefice sdoppiò il Vicariato apostolico della Germania settentrionale in un Vicariato tedesco e un Vicariato scandinavo.

In Medio Oriente
- Eparchia di Baalbek (Chiesa greco-melchita. Nel 1701 il vescovo Partenio inviò a Roma una professione di fede cattolica)
- Arcieparchia di Mardin (Chiesa armeno-cattolica, nel 1708)
- Eparchia di Aleppo (Chiesa armeno-cattolica, nel 1710;
- Eparchia di Salmas (in Persia, della Chiesa cattolica caldea, nel 1709).

In America meridionale
- 4 marzo 1720 (bolla Copiosus in misericordia):
  - Diocesi di Belém do Pará (in Brasile, il territorio fu ricavato dalla diocesi di São Luís do Maranhão (oggi arcidiocesi).

### Elevazioni a patriarcato
Il 7 novembre 1716 il territorio dell'arcidiocesi di Lisbona fu diviso in due (Lisbona occidentale e Lisbona orientale) per la erezione di un nuovo patriarcato con la bolla In Supremo Apostolatus Solio. Il titolo patriarcale è comunque soltanto nominale, in quanto il patriarca di Lisbona non ha diritti maggiori rispetto agli altri metropoliti. Le due circoscrizioni vennero riunite nel 1740 da Benedetto XIV quando l'arcidiocesi (vacante dal 1710) venne soppressa. 
Digione: elevò al rango di colleggiata di diritto pontificio la chiesa di Santo Stefano (XV secolo), futura cattedrale (dal 1731 quando fu eretta la diocesi).

## Concistori per la creazione di nuovi cardinali
Clemente XI nominò settanta cardinali nel corso di quindici distinti concistori. Tra essi, i futuri pontefici Innocenzo XIII e Clemente XII.
Prima di lui nessun papa aveva consacrato un numero così alto di porporati.

### Nomine nell'ambito della famiglia
Clemente XI effettuò due nomine nell'ambito della propria famiglia:
- Nel 1711 nominò cardinale un proprio nipote, Annibale Albani, figlio del fratello Orazio (1652-1712).
- Nel 1715 la nomina riguardò Fabio degli Abati Olivieri, figlio di Gian Andrea e di Giulia Albani; quest'ultima era zia del pontefice.

## Genealogia episcopale e successione apostolica
La genealogia episcopale è:
- Cardinale Scipione Rebiba
- Cardinale Giulio Antonio Santori
- Cardinale Girolamo Bernerio, O.P.
- Arcivescovo Galeazzo Sanvitale
- Cardinale Ludovico Ludovisi
- Cardinale Luigi Caetani
- Cardinale Ulderico Carpegna
- Cardinale Paluzzo Paluzzi Altieri degli Albertoni
- Cardinale Flavio Chigi
- Cardinale Emmanuel Théodose de La Tour d'Auvergne
- Papa Clemente XI

La successione apostolica è:
- Vescovo Giulio Resta (1701)
- Cardinale Charles Thomas Maillard de Tournon (1701)
- Vescovo Gerolamo Archinto (1703)
- Cardinale Pietro Priuli (1708)
- Cardinale Fulvio Astalli (1714)
- Cardinale Joseph-Emmanuel de La Trémoille (1719)